# Kanonierka torpedowa

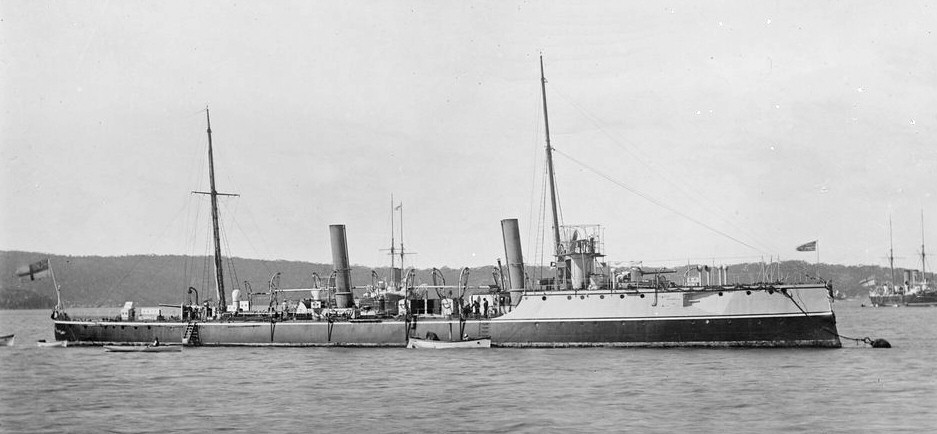
Australijska kanonierka torpedowa HMAS "Boomerang" typu Sharpshooter

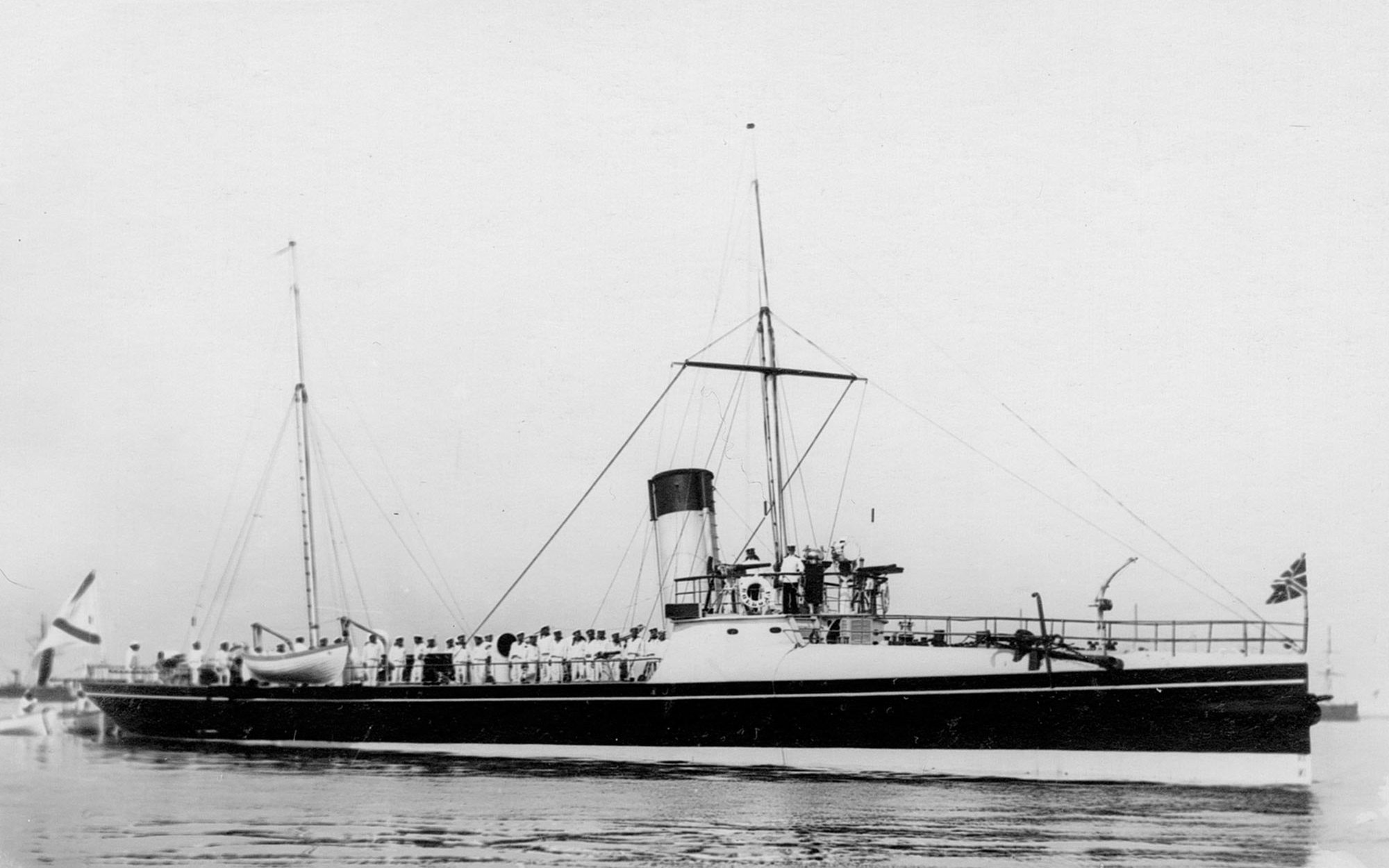
Rosyjska kanonierka torpedowa "Wojewoda" typu Kazarski

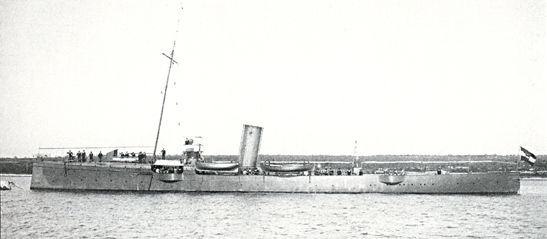
Austro-węgierska kanonierka torpedowa SMS "Satellit"

Kanonierka torpedowa – historyczna klasa okrętów artyleryjsko-torpedowych średniej wielkości, z końca XIX wieku, poprzednik niszczycieli. Przeznaczone były głównie do zwalczania torpedowców, a także wykonywania ataków torpedowych. Stanowiły mało liczną klasę okrętów; pozostawały w użyciu do I wojny światowej. Bywają utożsamiane z klasą krążowników torpedowych.

## Geneza i nazewnictwo
Klasa kanonierek torpedowych, odrębna od klasy kanonierek, powstała pod koniec XIX wieku w celu zwalczania torpedowców, stanowiących zagrożenie dla dużych okrętów. Wywodziły się one z małych nieopancerzonych krążowników, będąc ich pomniejszonym i szybszym wariantem. Przez to, kanonierki torpedowe bywały też klasyfikowane w niektórych krajach jako "krążowniki torpedowe" i granica między oboma klasami okrętów nie jest ostra i zależała od narodowej klasyfikacji. W marynarce brytyjskiej krążownikami torpedowymi (torpedo cruiser) nazywano jednostki większe od kanonierek torpedowych (torpedo gunboat, TGB), ale np. w Rosji klasyfikowano jako krążowniki torpedowe (minnyj kriejsier) wszystkie okręty odpowiadające kanonierkom torpedowym. W Wielkiej Brytanii kanonierki torpedowe nazywano także "łowcami torpedowców" (torpedo boat catcher, nie mylić z późniejszymi niszczycielami torpedowców). W marynarce Austro-Węgier jednostki te klasyfikowano jako Torpedofahrzeug (dosłownie: pojazd torpedowy), w odróżnieniu od większych krążowników torpedowych (Torpedoschiff, dosłownie: okręt torpedowy).

## Charakterystyki
Kanonierki torpedowe miały wyporność w granicach 300-1000 ton (większe jednostki – do 2000 ton klasyfikowano już na ogół jako krążowniki torpedowe). Ich prędkość wynosiła na ogół 18-22 węzłów, napęd stanowiły maszyny parowe. Uzbrojenie artyleryjskie, silniejsze, niż u torpedowców, stanowiły 1-2 działa średniego kalibru (np. 2 działa 120 mm w brytyjskim typie Sharpshooter) oraz działa małokalibrowe, lub tylko kilka dział małego kalibru na mniejszych jednostkach (np. 6 dział 47 mm i 3 - 37 mm w rosyjskim typie Kazarski). Ponadto, uzbrojenie stanowiło kilka wyrzutni torpedowych, zarówno stałych, jak i obrotowych, przez co kanonierki torpedowe mogły wykonywać także ataki torpedowe. Zgodnie z ówczesną praktyką, często stosowano stałe wyrzutnie torped na dziobie. Część okrętów miała lekkie opancerzenie, głównie w postaci częściowego pokładu pancernego nad siłownią, analogicznego do krążowników pancernopokładowych. Głównym elementem wyróżniającym je od zwykłych kanonierek była większa prędkość i uzbrojenie torpedowe, rzadko stosowane na zwykłych kanonierkach.

## Użycie
Kanonierki torpedowe budowano od połowy lat 80. do lat 90. XIX w. Pierwsze typowe kanonierki torpedowe pojawiły się w służbie w 1887, już kilka lat wcześniej jednak budowano nieliczne większe krążowniki torpedowe. Okrętów tej klasy używano głównie w Wielkiej Brytanii, Rosji, Francji, Włoszech i Austro-Węgrzech, ponadto nielicznych w mniejszych państwach. Warto odnotować, że chilijska kanonierka torpedowa "Almirante Lynch" (budowy brytyjskiej) zatopiła 23 kwietnia 1891 roku torpedą stary pancernik „Blanco Encalada” podczas wojny domowej w Chile, co stanowiło pierwszy przypadek zatopienia torpedą okrętu pancernego.
Kanonierki torpedowe stanowiły mało liczną klasę okrętów w marynarkach świata. Nie zyskały większego rozpowszechnienia, gdyż ich prędkość nie przewyższała prędkości torpedowców lub nawet im ustępowała. Od połowy lat 90. XIX w. zostały zastąpione przez nowo powstałą klasę niszczycieli, które wyewoluowały z powiększonych torpedowców i, dysponując większą prędkością, znacznie lepiej nadawały się do ich zwalczania, a także do przeprowadzania ataków torpedowych. Zaletą kanonierek torpedowych była jednak lepsza dzielność morska, zwłaszcza podczas gorszej pogody. Po zastąpieniu przez niszczyciele, kanonierki torpedowe bywały używane do trałowania min lub celów dozorowych, pozostając w służbie do I wojny światowej. 

## Przegląd charakterystyk
| Nazwa (typ)      | Państwo / rok wejścia do służby | wyporność | długość / szerokość, m. | uzbrojenie (ilość x kaliber dział)                      | moc, KM prędkość, w. | uwagi                                                                    |
| Destructor       | Hiszpania · 1887                | 348 t     | 58,7 / 7,6 m            | 1x90 mm, 4x57 mm, 2x47 mm, 5 wt 381 mm (3 stałe)        | 3784 KM 20-23 w      | Budowy brytyjskiej                                                       |
| Rattlesnake      | Wielka Brytania 1887            | 550 t     | 61 m.p. / 7 m           | 1x127 mm, 6x47 mm, 4 wt 356 mm (2 stałe)                | 2700 KM 19 w         | [ 3 ]                                                                    |
| Lejtienant Iljin | Imperium Rosyjskie · 1887       | 714 t     | 72,3 / 7,4 m            | 7x47 mm, 6x37 mm rewolwerowych, 7 wt 381 mm (5 stałych) | 3500 KM 20 w         | klasyfikowany jako krążownik torpedowy                                   |
| Bombe            | Francja · 1887                  | 369 t     | 59,2 / 6 m              | 4x47 mm, 3x37 mm rewolwer., 2 wt 356 mm                 | 1800 KM 18-19 w      | 8 okrętów                                                                |
| Blitz            | Austro-Węgry · 1889             | 425 t     | 58,4 / 7,4 m            | 8x47 mm, 2 wt 450 mm                                    | 2360 KM 21 w         | Budowy niemieckiej                                                       |
| Sharpshooter     | Wielka Brytania 1889            | 735 t     | 70,1 m.p. / 8,23 m      | 2x120 mm, 4x47 mm, 5 wt 356 mm (1 stała)                | 3500 KM 19 w         | Typ 13 okrętów                                                           |
| Almirante Lynch  | Chile · 1890                    | 713 t     | 70,1 m.p. / 8,38 m      | 3x76 mm, 4x47 mm, 5 wt 356 mm (1 stała)                 | 4532 KM 20,3 w       | Typ 2 okrętów, budowy brytyjskiej                                        |
| Kazarskij        | Imperium Rosyjskie · 1890       | 394-432 t | 60,2 / 7,4 m            | 6x47 mm, 3x37 mm, 2 wt 381 mm (1 stała)                 | 3500 KM 21-22 w      | 6 okrętów; projekt niemiecki, klasyfikowane jako krążowniki torpedowe    |
| Partenope        | Włochy · 1890                   | 821 t     | 73,1 / 8,2 m            | 1x120 mm, 6x57 mm, 3x37 mm, 5 wt 450 mm                 | 3884 KM 18 w         | Klasyfikowane jako krążowniki torpedowe, 8 okrętów                       |
| Meteor           | Cesarstwo Niemieckie 1891       | 1055 t    | 79,9 / 9,6 m            | 4x88 mm, 3 wt 350 mm                                    | 4500 KM 19 w         | Klasyfikowane jako awizo; pokład pancerny                                |
| D 9              | Cesarstwo Niemieckie 1894       | 458 t     | 63 / 7,7 m              | 3x50 mm, 3 wt 450 mm                                    | 4200 KM 23,5 w       | Klasyfikowany jako torpedowiec dywizjonowy (Divisionsboot)               |
| Dryad            | Wielka Brytania · 1894          | 1070 t    | 76,2 m.p. / 9,30 m      | 2x120 mm, 4x57 mm, 1 km, 5 wt 356 mm (1 stała)          | 3500 KM 18,2 w       | Typ 5 okrętów                                                            |
| Magnet           | Austro-Węgry · 1896             | 544 t     | 67 / 8,2 m              | 6x47 mm, 2 wt 450 mm                                    | 5652 KM 25,7 w       | Budowy niemieckiej, ogniwo przejściowe do niszczycieli projektu Schichau |
| Nadeżda          | Bułgaria · 1898 (wod.)          | 715 t     | 67 / 8,3 m              | 2x100 mm, 2x65 mm, 2x47 mm, 2 wt                        | 2600 KM 18 w         | Budowy francuskiej, klasyfikowana jako krążownik                         |